# العلاقات التشيكية الجنوب إفريقية
العلاقات التشيكية الجنوب أفريقية هي العلاقات الثنائية التي تجمع بين التشيك وجنوب أفريقيا.

## مقارنة بين البلدين
هذه مقارنة عامة ومرجعية للدولتين:
| وجه المقارنة                                              | التشيك                                                                            | جنوب أفريقيا |
| --------------------------------------------------------- | --------------------------------------------------------------------------------- | --- |
| المساحة (كم2)                                             | 78.87 ألف                                                                         | 1.22 مليون |
| عدد السكان (نسمة)                                         | 10.52 مليون                                                                       | 57.73 مليون |
| الكثافة السكانية (ن./كم²)                                 | 133.38                                                                            | 47.32 |
| العاصمة                                                   | براغ                                                                              | بريتوريا، بلومفونتين، كيب تاون |
| اللغة الرسمية                                             | اللغة التشيكية                                                                    | لغة إنجليزية، اللغة الأفريقانية، اللغة النديبلي الجنوبية، اللغة السوثو الشمالية، اللغة السوتية، لغة سوازي، اللغة التسونجا، اللغة التسوانية، اللغة الفيندية، اللغة الكوسية، اللغة الزولوية |
| العملة                                                    | كرونة تشيكية، كرونة تشيكوسلوفاكية                                                 | راند جنوب أفريقي |
| الناتج المحلي الإجمالي (بليون دولار)                      | 215.73 مليار                                                                      | 349.42 مليار |
| الناتج المحلي الإجمالي (تعادل القوة الشرائية) بليون دولار | 356.15 مليار                                                                      | 725.91 مليار |
| الناتج المحلي الإجمالي الاسمي للفرد دولار أمريكي          | 17.55 ألف                                                                         | 5.72 ألف |
| الناتج المحلي الإجمالي للفرد دولار أمريكي                 | 31.19 ألف                                                                         | 13.05 ألف |
| مؤشر التنمية البشرية                                      | 0.878                                                                             | 0.666 |
| رمز المكالمات الدولي                                      | +420                                                                              | +27 |
| رمز الإنترنت                                              | .cz                                                                               | .za |
| المنطقة الزمنية                                           | ت ع م+01:00، ت ع م+02:00، توقيت وسط أوروبا، توقيت وسط أوروبا الصيفي، أوروبا/براغ ‏ | ت ع م+02:00، أفريقيا/جوهانسبرغ ‏ |

## منظمات دولية مشتركة
يشترك البلدان في عضوية مجموعة من المنظمات الدولية، منها:
| علم المنظمة | اسم المنظمة                        | تاريخ انضمام التشيك | تاريخ انضمام جنوب أفريقيا |
| ----------- | ---------------------------------- | ------------------- | ------------------------- |
|             | مؤسسة التنمية الدولية              | 1993                | 12 أكتوبر 1960            |
|             | يونسكو                             | 22 فبراير 1993      | 4 نوفمبر 1946             |
|             | مؤسسة التمويل الدولية              | 1993                | 3 أبريل 1957              |
|             | منظمة حظر الأسلحة الكيميائية       | ?                   | ?                         |
|             | الأمم المتحدة                      | 19 يناير 1993       | 7 نوفمبر 1945             |
|             | الاتحاد الدولي للاتصالات           | 1993                | 1910                      |
|             | منظمة الشرطة الجنائية الدولية      | ?                   | ?                         |
|             | البنك الدولي للإنشاء والتعمير      | 1993                | 27 ديسمبر 1945            |
|             | الاتحاد البريدي العالمي            | ?                   | ?                         |
|             | وكالة ضمان الاستثمار متعدد الأطراف | 1993                | 10 مارس 1994              |
|             | نظام تحكم تكنولوجيا القذائف        | 1998                | 1995                      |
|             | منظمة التجارة العالمية             | ?                   | 1995                      |
|             | الفريق المعني برصد الأرض           | ?                   | ?                         |
|             | مجموعة الموردين النوويين           | ?                   | ?                         |

## وصلات خارجية
- موقع وزارة الخارجية التشيكية
- موقع وزارة الخارجية الجنوب أفريقية